# Tom Versélewel de Witt Hamer
Thomas Johan Versélewel de Witt Hamer (Afferden (L), 25 maart 1955) is een Nederlandse ingenieur, bestuurder en publicist. 

## Biografie
De Witt Hamer is lid van de adellijke familie Versélewel de Witt Hamer en de jongste zoon van apotheekhoudend huisarts Johan Jacques Versélewel de Witt Hamer (1918–1987) en Cato Mina Maria Nelly Broeckx (1908–1986). Hij is gehuwd met Ellen Zwaan (1957) en heeft twee zonen.
Na zijn studies Chemische Technologie en Bedrijfskunde aan de Hogere Technische School te Groningen begon De Witt Hamer in 1982 een loopbaan in het bedrijfsleven, waar hij diverse management- en directiefuncties vervulde. In 2002 sloot hij zich aan bij Boer & Croon als interim-directeur en werkte als changemanager bij verschillende organisaties in Nederland. Hij sloot zijn professionele loopbaan af in 2025. In 2017 promoveerde hij aan de Rijksuniversiteit Groningen op het proefschrift Geloven verplicht. Een elite-onderzoek naar ridderlijke orden in het Koninkrijk der Nederlanden (1965-2015).
De Witt Hamer vervulde talrijke bestuursfuncties. Zo trad hij in 1991 toe tot het bestuur van het Koninklijk Nederlandsch Genootschap voor Geslacht- en Wapenkunde, waar hij van 1993 tot 1998 voorzitter was. In 2010 werd hij opnieuw gevraagd als voorzitter en vervulde die rol tot 2016. Daarnaast was hij in twee periodes, van 1996 tot 1999 en van 2011 tot 2018, lid en voorzitter van de Raad van Toezicht van het  Centraal Bureau voor Genealogie. In 2012 was hij initiatiefnemer van de heroprichting van de  Ridderschap van Groningen, waarin hij aanvankelijk als vicepresident fungeerde en in 2023 het presidentschap overnam van Pieter de Savornin Lohman. Verder richtte hij in 2016 de Stichting Uitgave Nederland's Adelsboek (SUNA) op, waarvan hij sindsdien voorzitter is.
De Witt Hamer publiceerde over heraldiek, genealogie, historie van de Johanniter Orde en over echte en minder echte ridderlijke orden in diverse boeken en tijdschriften. Hij wordt beschouwd als een deskundige op het gebied van hedendaagse ridderlijke orden.
Hij werd in 2003 benoemd tot erelid van het Koninklijk Nederlandsch Genootschap voor Geslacht- en Wapenkunde, in 2010 tot Paul Harris Fellow van Rotary International en in 2019 tot lid van verdienste van de Nederlandse Adelsvereniging. In 2004 ontving hij van de Orde van Malta Associatie Nederland de Speld van Verdienste en in 2016 werd hij door de vorst-grootmeester van de Orde van Malta vereerd met het ridderkruis van de Orde pro Merito Melitensi. In 2021 werd hij benoemd tot ere-rechtsridder van de Johanniter Orde in Nederland en in 2025 tot Ridder in de Orde van Oranje-Nassau voor verdiensten op het terrein van cultureel erfgoed en welzijn.